# فرانک امیو
فرانک امیو (فرانسوی: Frank Amyot‎; ۱۴ سپتامبر ۱۹۰۴ – ۲۱ نوامبر ۱۹۶۲) قایقران کانو اهل کانادا بود.
وی در مسابقات کشوری و بین‌المللی در مجموع برندهٔ ۱ مدال طلا شده‌است.